# Sky Island

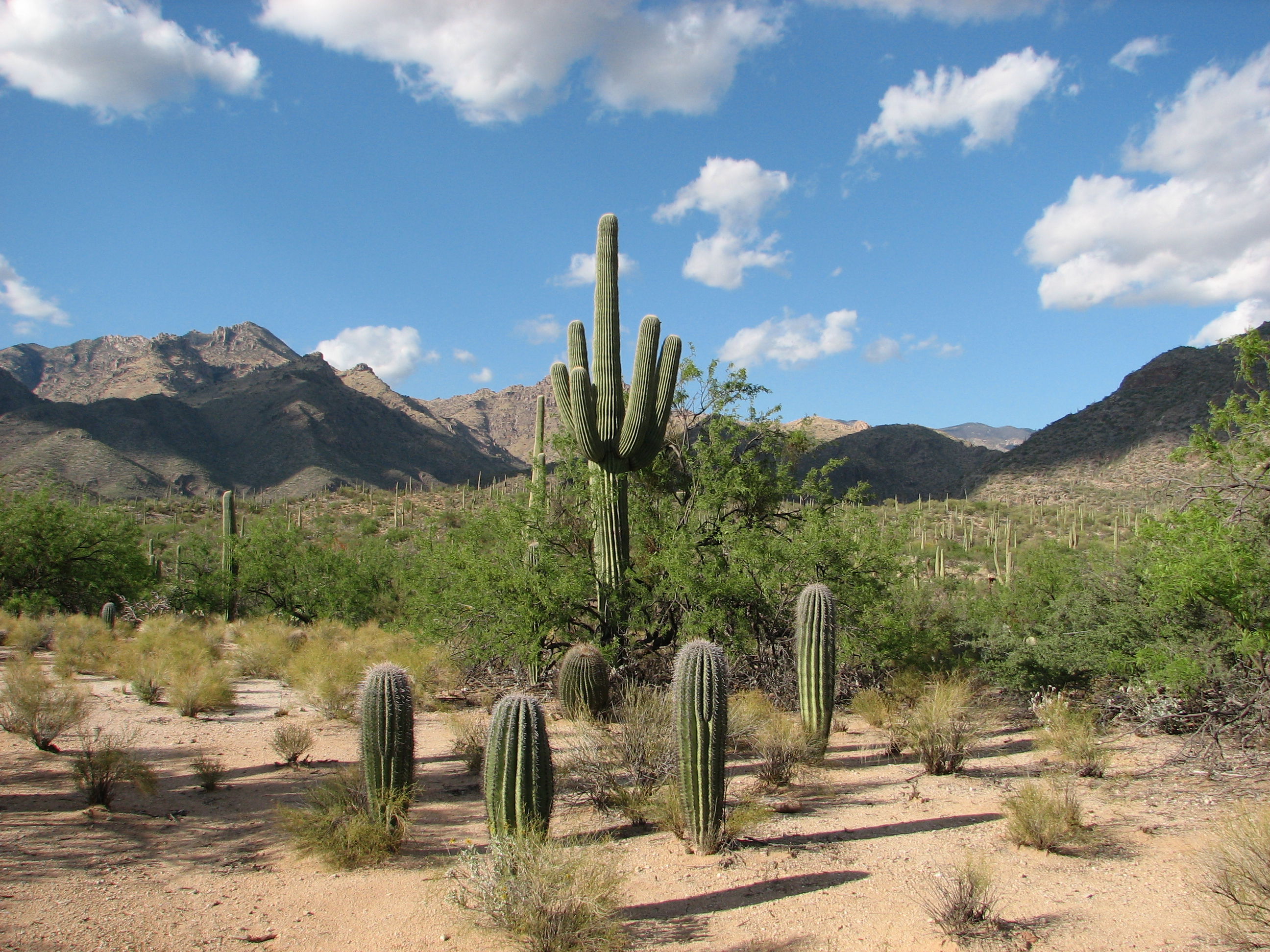
Die Santa Catalina Mountains gehören zu den bekanntesten Sky Islands im südlichen Arizona

Sky Island („Himmelsinsel“) bezeichnet ein inselartiges Gebirge, das sich aus einer Ebene erhebt und eine eigene Fauna und Flora aufweist, die sich von derjenigen der Ebene deutlich unterscheidet. Dieses Phänomen tritt durch die unterschiedlichen Höhenstufen auf und wird bei Tier- und Pflanzenarten deutlich, die im Klima des Tieflands nicht überleben würden. Typische Erscheinungen sind vertikale Migration und Endemismus. Durch die Verschiebung der Klimazonen sind viele Sky Islands heute Refugien für eiszeitliche Arten.

## Namensherkunft
Der Begriff Sky Island entstand 1943 durch einen Aufsatz von Natt N. Dodge im Arizona Highways Magazin, in dem er die Chiricahua Mountains im Südosten Arizonas als „mountain island in a desert sea“ (Berginsel in einem Wüstenmeer) bezeichnete.
Im Jahr 1967 veröffentlichte Weldon Heald ein Buch mit dem Titel Sky Island, in dem er eine Exkursion von Rodeo in New Mexico in der westlichen Chihuahua-Wüste bis zu einem Gipfel in den Chiricahua Mountains beschrieb. Diese Fahrt durch verschiedene Höhenstufen war 56 Kilometer lang und wies einen Höhenunterschied von 1707 Metern auf. Die Tour begann in einer heißen, trockenen Wüste, gefolgt vom Übergang zur Steppe; danach kam ein von Eichen und Kiefern bestandenes Waldgebiet und schließlich ein Fichten-, Tannen- und Espenwald.

## Sky Islands in Nordamerika

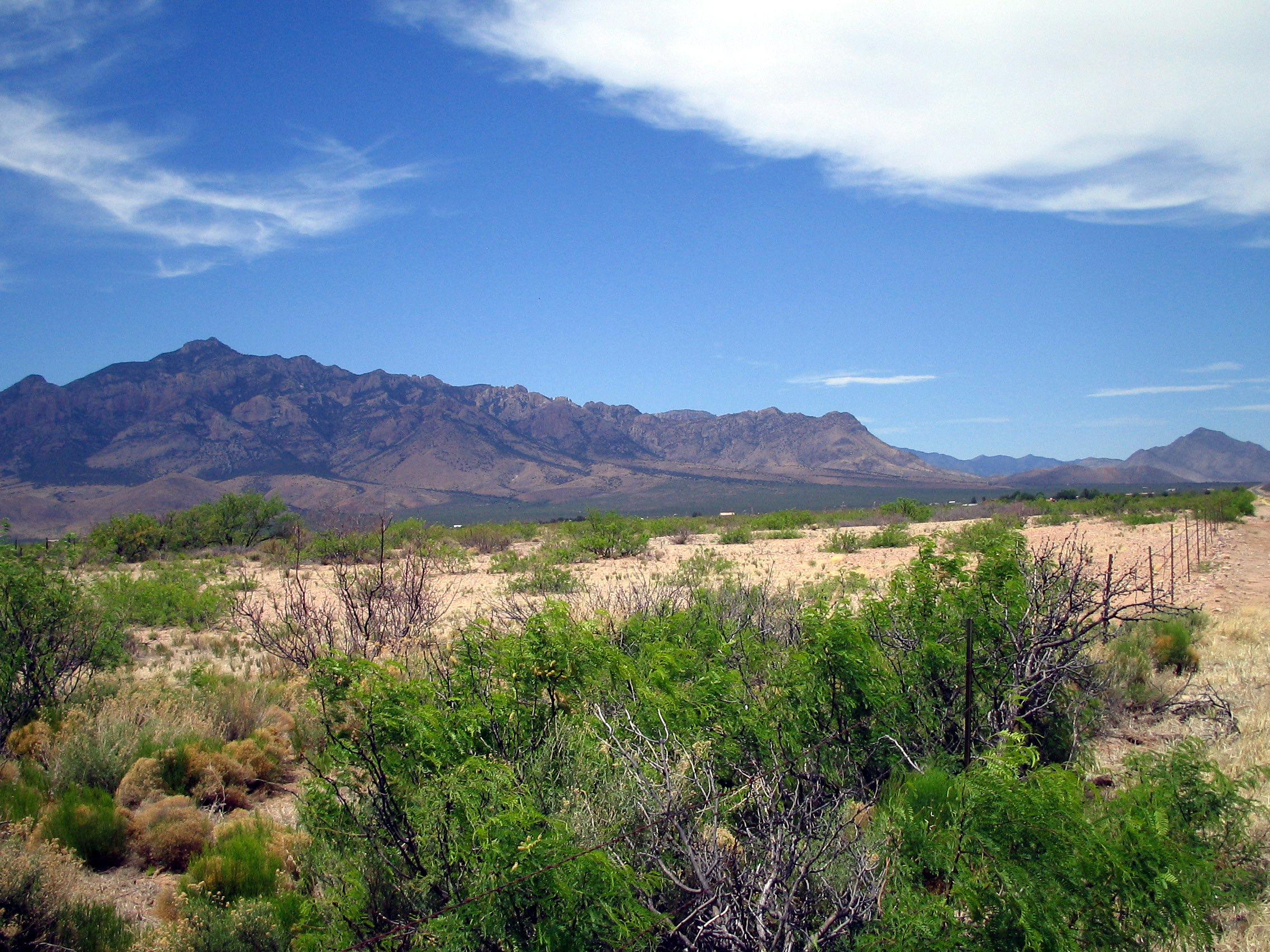
Die rund 3000 Meter hohen Chiricahua Mountains über der Wüste im südöstlichen Arizona

Das Zentrum der Sky Islands in Nordamerika liegt im Südwesten von New Mexico, Südosten von Arizona, Nordwesten von Chihuahua und Nordosten von Sonora. Das gesamte Gebiet weist eine besondere landschaftliche Schönheit, unberührte Wildnis und erstaunliche biologische Vielfalt auf. Dieses sogenannte Madrean Sky Island Archipel ist einzigartig auf der Erde und bildet einen Komplex von Sky Islands, der sich von subtropischen bis zu gemäßigten Breiten mit allen dort anzutreffenden Tierarten und Pflanzen ausdehnt. Die einzelnen Bergregionen sind durch Täler und ihre Umgebung mit Wüsten- oder Steppenklima voneinander getrennt und ragen etwa 1300 Meter aus der Umgebung auf. Wie Inseln ragen sie aus einem Meer aus Wüste und Steppe empor. Es gibt etwa 40 Sky Islands in diesem Gebiet, das sich zwischen der Sierra Madre Occidental im nördlichen Mexiko und den Rocky Mountains im Südwesten der USA befindet. Typische Sky Islands in diesem Gebiet sind die Santa Rita, Chiricahua, Dragoon, Santa Catalina und Peloncillo Mountains in Arizona, die Animas und Cedar Mountains in New Mexico, die Sierra Cibuta, Sierra Azul und Sierra San Luis in Sonora sowie die Sierra Alta und Sierra de Capulin in Chihuahua.
Weitere Sky Islands gibt es jedoch nicht nur in Nordamerika, sondern auf fast allen Kontinenten.